# Pentti Saarikoski
Pentti Ilmari Saarikoski (født 2. september 1937 i Impilahti, død 24. august 1983 i Joensuu) var en finsk digter og oversætter.
Fra november 1966 til januar 1967 opholdt han sig i Prag. Han redigerede en bog af selvbiografisk karakter af tiden i Prag. Posthumt er der blevet offentliggjort dagbøger. 
Saarikoski flyttede i 1975 til Sverige, med sin fjerde kone Mia Berner. Han skrev i sin sidste tid en del, der blev modtaget dårligt af kritikerne, men også Tiarnia serien som var en lyrisk stigning, der vakte forundring og beundring.
Saarikoski er begravet på Heinävesi Nye Valamo klosterkirkegård. Han døde af stort alkoholforbrug.